# Коронавірусна хвороба 2019 на Островах Кука
Епідемія коронавірусної хвороби 2019 на Островах Кука — це поширення пандемії коронавірусної хвороби 2019 на територію Островів Кука. 15 лютого 2022 року на цій території, яка перебуває у вільній асоціації з Новою Зеландією, було зареєстровано один випадок хвороби в особи в Раротонзі, яка нещодавно повернулася з Окленда. Хворий був інфікований варіантом Омікрон.

## Хронологія
Для запобігання поширення коронавірусної хвороби на островах у середині березня 2020 року було призупинене транспортне сполучення з більшістю інших країн, крім Нової Зеландії, та обмежено планову медичну допомогу. 26 березня 2020 року прем'єр-міністр островів Генрі Пуна повідомив, що на островах запроваджуються заходи жовтого рівня епідемічної небезпеки, згідно яких обмежуються громадські заходи. 15 серпня 2020 року уряд тимчасово закрив повітряні кордони островів для всіх пасажирських рейсів у зв'язку з повторним виявленням випадків COVID-19 в новозеландському місті Окленді.
На початку травня 2021 року уряди Нової Зеландії та Острова Кука домовились встановити так звану «бульбашку для поїздок» між цими територіями з 17 травня. Особи, які хочуть здійснити поїздку між цими територіями, повинні до того перебувати принаймні 14 днів у Новій Зеландії або на Островах Кука, щоб мати можливість здійснити таку поїздку.
5 червня 2021 року виявлено перший позитивний результат ПЛР-тесту на коронавірус на Островах Кука, але пізніше встановлено, що ця особа перехворіла COVID-19 вже раніше, і тест показав лише залишкові явища хвороби.
13 червня прем'єр-міністр Островів Кука Марк Браун та виконавчий директор з туризму Островів Кука Халатоа Фуа підтвердили, що уряд Островів Кука та туристичні фірми вивчають можливість створення «бульбашки для поїздок» з Австралією.
18 червня 2021 року радіо Нової Зеландії та «Stuff» повідомили, що підприємства островів Кука переживають бум внаслідок послаблення обмежень на поїздки, але що острови все ще відчувають нестачу робочої сили.
3 грудня 2021 року уряд Островів Кука підтвердив, що десятирічна дитина показала «слабкий позитивний» результат тесту на COVID-19 після прибуття в керований ізолятор на Островах Кука, і спочатку підозрювали, що це новий випадок, оскільки дитина мала негативний тест до вильоту з Нової Зеландії. Тести його сім'ї та всіх інших пасажирів показали негативний результат після прибуття на Острови Кука. 5 грудня пізніше було встановлено, що у десятирічного хворого, ймовірно, це була незареєстрована інфекція в анамнезі. У той час Острови Кука вважалися «вільними від COVID».
До 25 лютого 2022 року Острови Кука повідомили про 8 випадків хвороби. Два з останніх випадків прибули з Нової Зеландії на початку місяця.
1 березня Острови Кука повідомили про 15 нових випадків, довівши загальну кількість випадків до 25. У відповідь Міністерство охорони здоров'я Островів Кука також підтвердило, що 18 тісних контактів дали позитивний результат на COVID-19 під час карантину, та знаходяться в ізоляторі. Міністерство охорони здоров'я також повідомило, що вони скоротять періоди ізоляції через коротший період часу, пов'язаного з варіантом SARS-CoV-2 Омікрон, і щоб узгодити політику реагування на COVID-19 на території з Новою Зеландією.
До 10 березня Острови Кука повідомили про 247 випадків, з них 186 активних випадків, 67 одужань.
Станом на 19 березня Острови Кука повідомили про 676 випадків хвороби, у тому числі 206 одужань та 470 активних випадків. Більшість цих випадків трапилася на головному острові Раротонга, а частина - на Аїтутакі.
25 березня прем'єр-міністр Марк Браун підтвердив, що стався спалах COVID-19 серед ув'язнених і персоналу в'язниці Аорангі на Раротонга. Загальна кількість випадків сягнула 835 із 359 активними випадками та 476 одужаннями.
24 квітня Острови Кука повідомили про першу смерть: померла 63-річна жінка на острові Аїтутакі. На той час загальна кількість випадків зросла до 4727.

## Заходи боротьби з поширенням хвороби
Для запобігання поширення хвороби в середині березня 2020 року було скасовано транспортне сполучення з іншими країнами, окрім Нової Зеландії, та скасовано планові хірургічні операції. 26 березня прем'єр-міністр Генрі Пуна оголосив, що на островах будуть введені заходи «жовтого коду», згідно з якими громадські заходи будуть обмежені. 15 серпня уряд тимчасово закрив повітряні кордони островів для всіх подорожуючих у відповідь на повторну появу випадків COVID-19 в Окленді в Новій Зеландії.
На початку травня 2021 року уряди Нової Зеландії та Островів Кука погодилися створити бульбашку безпеки подорожей між двома територіями з 17 травня. Подорожуючі повинні перебувати принаймні 14 днів у Новій Зеландії або на Островах Кука, щоб мати можливість для поїзки.
17 серпня 2021 року Острови Кука перейшли на 2 рівень небезпеки після спалаху COVID-19 в Окленді в Новій Зеландії. Це був перший раз, коли рівень тривоги було підвищено з рівня 1 після того, як 27 квітня 2021 року було запроваджено посилену систему реагування на COVID-19. Протягом перших 5 днів після підвищення рівня тривоги було взято 1788 ПЛР-тестів. Тести на COVID-19 були оброблені у всіх пасажирів, які прибули на Острови Кука протягом 2–16 серпня 2021 року. Станом на 23 серпня 2021 року всі тести були негативними. Дозволено виключно вантажні рейси з Нової Зеландії.
13 березня 2022 року прем'єр-міністр Браун оголосив про кілька серйозних змін у транспортній політиці у відповідь на зміни в політиці Нової Зеландії щодо пом'якшення поширення COVID-19:
- Швидке тестування на антиген замінить ПЛР-тест для осіб, які приїжджають з Нової Зеландії. Тепер для в'їзду на Острови Кука потрібно мати негативний тест на COVID-19, зроблений за 24 години до поїздки.
- З наступного тижня невакциновані жителі островів Кука та постійні жителі зможуть в'їжджати на острови без необхідності проходити «керовану ізоляцію та карантин».
- Скасування вимоги щодо десятиденного перебування в Новій Зеландії перед поїздкою на атол Раротонга.
- З опівночі 14 березня термін ізоляції та карантину для хворих на COVID-19 та тих, хто контактує з ними, буде скорочено з 10 до 7 днів.
- 17 березня до 23:59 продовжено обмеження на масові зібрання (як у приміщенні, так і на вулиці), контактні види спорту та внутрішні пересування.[30][19] 19 березня 2022 року набуло чинності послаблення обмежень на поїздки.[31]

30 березня уряд Островів Кука оголосив, що громадяни Австралії можуть в'їздити в країну з 12 квітня, а прибуваючі з інших країн — з 1 травня. Крім того, уряд скасував вимоги щодо сканування QR-кодів , зняв обмеження на контактні види спорту, запровадив «Essential Worker Pass», що дозволяє жителям островів виходити з карантину на роботу, якщо вони щодня показують негативний тест, і створив «Green Freedom Pass» для осіб, які одужали від COVID-19.

## Соціальний вплив
Станом на серпень 2021 року пандемія призвела до неоднозначних наслідків на Островах Кука: деякі жителі повідомляли, що це був «бажаний перепочинок» від зазвичай високого рівня міжнародного туризму. У той час як економічно раптове зниження туризму мало значний негативний вплив на підприємства та державні доходи.
30 березня 2022 року президент Ради з туризму Островів Кука Ліана Скотт повідомила, що обмеження на подорожі внаслідок COVID-19 знизили рівень заповнюваності готелів до 25-30 % протягом поточного місяця.

## Вакцинація
24 серпня 2021 року міністерство охорони здоров'я Островів Кука завершило початкову національну програму вакцинації проти COVID-19 осіб віком від 16 років, при цьому 96,7 % відповідного населення були повністю вакциновані. Застосовувалась вакцина Pfizer–BioNTech проти COVID-19, торгова марка «Комірнаті». У жовтні 2021 року щеплення дітей віком від 12 до 15 років також проводилося вакциною Pfizer. Станом на 30 жовтня 2021 року було введено 12841 перших доз та 12498 других доз вакцини.

### Цифрові сертифікати вакцинації
У рамках відкриття міжнародних кордонів для Нової Зеландії в січні 2022 року, цифрові сертифікати про вакцинацію проти COVID-19 стали доступними для повністю вакцинованих жителів Островів Кука.